# José Luis Calva Zepeda
José Luis Calva Zepeda (Ciudad de México, 20 de junio de 1969-Ciudad de México, 11 de diciembre de 2007), también conocido como El Poeta Caníbal o El caníbal de la Guerrero, fue un escritor y presunto asesino en serie mexicano que ganó notoriedad en los medios de comunicación tras ser arrestado por el asesinato y probable canibalización de su novia en octubre de 2007.
Después de su arresto declaró padecer alcoholismo, tabaquismo y cocainomanía, así como diferentes trastornos mentales, entre ellos solo se concluyó que era bipolar. En su departamento se encontraron los restos de su pareja y varios escritos sobre antropofagia. Al momento de su suicidio por ahorcamiento estaba recluido en el Reclusorio Oriente y acusado de ocho homicidios.[cita requerida]

## Primeros años
La infancia de José Luis Calva Zepeda fue descrita como traumática. Nació el 20 de junio de 1969 en Ciudad de México, su padre murió cuando tenía dos años y su madre debió cuidar de él y sus cinco hermanos. Ella solía llevar hombres a quienes Calva debía llamar «papá», además de ser abusiva y violenta con él. A los 6 años escapó y vivió brevemente en la calle, donde empezó a robar y consumir alcohol y drogas.

## Captura
Fue sorprendido por las autoridades en su casa después de una denuncia iniciada por los familiares de su pareja sentimental, Alejandra Galeana Garavito, mujer de 32 años y madre de dos hijos, que previamente había descuartizado en su casa. Sin embargo, el 16 de octubre se declaró culpable del asesinato ante la Fiscalía del Distrito Federal, pero negó haber practicado el canibalismo, declaraciones que no hicieron mover la postura del fiscal Gustavo Salas que mantiene la línea de la premeditación y la consumación del acto caníbal, puesto que según dice: "en la sartén se encontraron restos de esta carne y un plato con cubiertos y hasta con un limón, que nos hace presumir que las consumió". La policía encontró el tronco de Alejandra, que fue reportada como desaparecida el 5 de octubre de 2007 por sus familiares, dentro de un armario, las otras partes cortadas a trozos fueron hallados en el frigorífico, mientras que el antebrazo estaba recién frito en la sartén.
José Luis Calva Zepeda tuvo que prestar declaración en el Hospital de Xoco (colonia Gral. Pedro María Anaya), puesto que al ser sorprendido por los agentes de la autoridad se tiró por la ventana, sufriendo una conmoción cerebral leve. Se le vinculó también con el asesinato de otra de sus exnovias a quién encerró en un automóvil desnuda para que no pudiera escapar. Al llegar a un basurero la descuartizó. De este caso también se relacionó la muerte de una sexoservidora, que tenía características similares de descuartización a las otras dos mujeres asesinadas por él. Esto lo declaró un hombre que dijo haber tenido una relación homosexual con "El caníbal", y quién confesó haberle ayudado en la descuartización de una de sus novias. El hombre también fue condenado a prisión. El 11 de diciembre de 2007 presuntamente lo asesinaron dentro del penal. 
El 18 de octubre de 2007 salió a la luz un expediente de la Fiscalía, en donde se detalla la vinculación con otra exnovia que presuntamente fue maltratada por José Luis Calva Zepeda. Se trata de Olga Livia, una profesora de inglés de 23 años, a quien obligó a ver películas pornográficas de zoofilia y a tener relaciones sexuales sadomasoquistas.

## Muerte
El 11 de diciembre de 2007 se descubrió el cuerpo sin vida de Calva Zepeda en su celda del Reclusorio Oriente. Las autoridades declararon que Zepeda bloqueó la entrada y se ahorcó con su cinturón entre las 6:00 y 6:30 a. m. de ese mismo día. Pese a que su hermana afirmó que el cadáver Calva Zepeda tenía rastros de tortura y violación, y que sufría de extorsiones y acoso dentro del recinto, los informes oficiales descartaron la hipótesis de un homicidio, pues poseía trastorno bipolar y expresaba «culpa y remordimiento». Al día siguiente una autopsia reveló que murió bajo los efectos de la cocaína, su abogado confirmó su suicidio poco después, y se publicaron dos cartas escritas a su madre.
Al respecto, uno de los abogados del bufete del defensor declaró que «no parecía tener tendencias suicidas […] Estaba muy entusiasmado con la idea del libro. Era más o menos lo que le daba una razón para vivir», y Martín Gabriel Barrón del Instituto Nacional de Ciencias Penales lo tildó como una muerte poco común dentro del perfil de un asesino en serie.

## Calva Zepeda como escritor
- Sólo existe una obra conocida de José Luis Calva Zapeda, y es su novela titulada "Instintos Caníbales o 12 Días", la cual nunca fue publicada. La novela fue encontrada en su apartamento. Tenía en la portada una foto de Anthony Hopkins en el papel del famoso asesino Hannibal Lecter en la película El silencio de los inocentes.[15] Se trata de una recopilación de poemas que relatan una trama que mezcla temas como la coprofagia, sadomasoquismo, sexo, y canibalismo. El escrito fue secuestrado por la policía y nunca más se supo sobre él. Actualmente es considerado un libro perdido.[16]